# Kaispoorkoekoek
De kaispoorkoekoek (Centropus spilopterus) is een vogel uit de familie Cuculidae (koekoeken). Eerder werd deze soort beschouwd als een ondersoort van de fazantspoorkoekoek.

## Verspreiding en leefgebied
Deze soort komt voor in Indonesië op de Kai-eilanden in het zuidoosten van de Molukken .